# Бездежський
Бездежський (Bezdeżyski) — гірський потік в Україні, у Рожнятівському районі Івано-Франківської області у Галичині. Лівий доплив Чечви, (басейн Дністра).

## Опис
Довжина потоку приблизно 7,04 км, найкоротша відстань між витоком і гирлом — 5,94  км, коефіцієнт звивистості потоку — 1,18 . Формується багатьма безіменними гірськими струмками. Потік тече у гірському масиві Ґорґани.

## Розташування
Бере початок на північно-західних схилах хребта Сехліс (1316,3 м). Тече переважно на північний схід через мішаний ліс і біля безіменної гори (633,0 м) на північній околиці села Суходіл впадає у річку Чечву, ліву притоку Лімниці.
Розташовані водоспади Бездежський (2 м) та Бездежський Малий (1.5 м).